# Nigritia

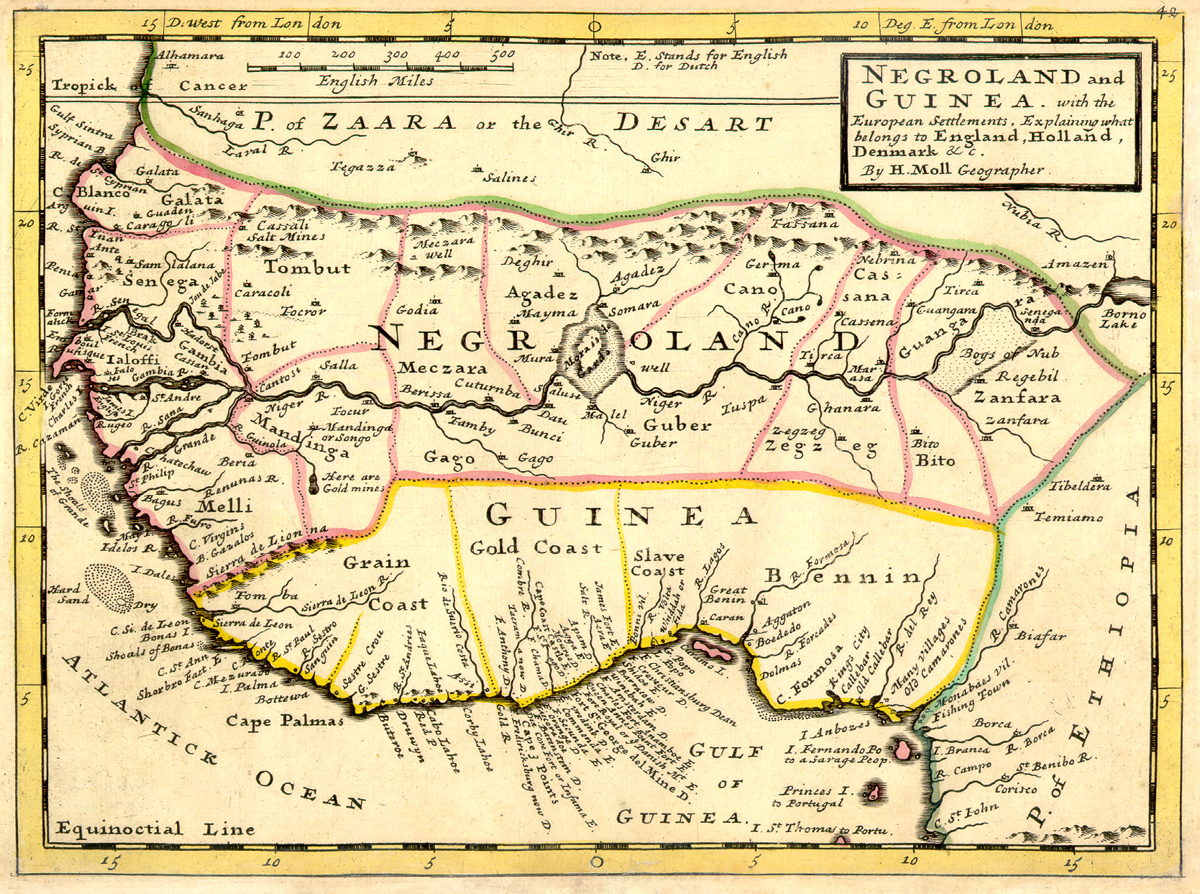
Un mapa de 1729 titulado: "NEGROLAND y GUINEA. Con los asentamientos europeos. Explicando lo que pertenece a Inglaterra, Holanda, Dinamarca, etc." Por el geógrafo Herman Moll.

Negrolandia o Nigritia, fue un término arcaico la cartografía europea antigua por los occidentales, que describe el interior y la región poco explorada de África Occidental como una zona poblada con personas de raza negra.
Esta área comprende al menos la parte occidental de la región del Sudán (que no debe confundirse con el país moderno). El término es probablemente una traducción directa del término árabe Bilad al-Sudan , que significa "Tierra de los negros", que corresponde a aproximadamente la misma área. Hay varios tipos de personas en el área, incluyendo a los Judíos de Bilad al-Sudan. Algunos de los estados más grandes que se consideran parte de Negroland fueron el Imperio Kanem-Bornu y el califato de Sokoto.
"Negroland" representa el área entre la región de Guinea y "Zaara" o "El Desart", el desierto del Sahara. "Guinea", que no debe confundirse con el país moderno, se refirió luego a la costa sur de África Occidental y la tierra que se extiende aguas arriba a partir de ahí. El mapa de Herman Moll de 1727 etiqueta estas regiones como  "Costa del cereal", "Costa de los esclavos", y "Costa del Oro". "Negroland" era el territorio más al norte, a lo largo del eje este–oeste del río Níger, y la costa oeste. El mapa de Moll etiqueta Gambia, Senegal, Mandinga, y muchos otros territorios.
En 1823, aproximadamente la misma área que fue descrito como "Nigritia" en un mapa de América publicado por Fielding Lucas, Jr..